# Yushan (sockenhuvudort i Kina, Zhejiang Sheng, lat 30,07, long 120,09)
Yushan är en sockenhuvudort i Kina. Den ligger i provinsen Zhejiang, i den östra delen av landet, omkring 22 kilometer söder om provinshuvudstaden Hangzhou. Antalet invånare är 9 285. Befolkningen består av 4 639 kvinnor och 4 646 män. Barn under 15 år utgör 14,0 %, vuxna 15-64 år 71 %, och äldre över 65 år 14,0 %.
Runt Yushan är det mycket tätbefolkat, med 1 463 invånare per kvadratkilometer. Närmaste större samhälle är Shuangpu, 6,2 km nordost om Yushan. I omgivningarna runt Yushan växer i huvudsak blandskog.
Genomsnittlig årsnederbörd är 1 869 millimeter. Den regnigaste månaden är juni, med i genomsnitt 328 mm nederbörd, och den torraste är november, med 74 mm nederbörd.